# جوستين مور (فنان)
جوستين مور (بالإنجليزية: Justin Moore)‏ (و. 1984  م) هو مغن مؤلف، وموسيقي، وملحن، ومغني أمريكي، هو عضوٌ في الحزب الجمهوري، يستخدم آلات جيتار كهربائي، بدأ مشواره المهني سنة 2007.

## وصلات خارجية
- جوستين مور على موقع IMDb (الإنجليزية)
- جوستين مور على موقع ميوزك برينز (الإنجليزية)
- جوستين مور على موقع رولينغ ستون (الإنجليزية)
- جوستين مور على موقع إن إن دي بي (الإنجليزية)
- جوستين مور على موقع أول ميوزيك (الإنجليزية)
- جوستين مور على موقع ديسكوغز (الإنجليزية)

- جوستين مور في قاعدة بيانات الأفلام على الإنترنت